# Luzonichthys whitleyi
Luzonichthys whitleyi là một loài cá biển thuộc chi Luzonichthys trong họ Cá mú. Loài này được mô tả lần đầu tiên vào năm 1955.

## Phân bố và môi trường sống
L. whitleyi có phạm vi phân bố rải rác ở Đông Ấn Độ Dương và Tây Thái Bình Dương. Ở Ấn Độ Dương, L. whitleyi chỉ xuất hiện ngoài khơi đảo Giáng Sinh. Ở phía tây Thái Bình Dương, loài cá này được tìm thấy tại quần đảo Ogasawara (Nhật Bản); Palau; các đảo Yap, Kosrae, Chuuk và đảo san hô Ngulu (thuộc Liên bang Micronesia); quần đảo Phoenix và quần đảo Line (Kiribati); quần đảo Loyalty và New Caledonia. Chúng sống xung quanh các rạn san hô và đá ngầm ở độ sâu khoảng từ 1 đến 200 m.

## Mô tả
L. whitleyi trưởng thành có chiều dài lớn nhất được ghi nhận là gần 6 cm. Vây đuôi xẻ thùy; thùy đuôi nhọn. Vây lưng chẻ đôi. Vùng lưng và đỉnh đầu, bao gồm cả phần mõm, có màu vàng, chuyển sang màu hồng tím ở các phần cơ thể còn lại.
Số gai ở vây lưng: 10; Số tia vây mềm ở vây lưng: 15 - 16; Số gai ở vây hậu môn: 3; Số tia vây mềm ở vây hậu môn: 8; Số tia vây mềm ở vây ngực: 21 - 23; Số vảy đường bên: 70 - 78; Số gai ở vây bụng: 1; Số tia vây mềm ở vây bụng: 5.